# Au/Ra/Diskografie
Diese Diskografie ist eine Übersicht über die musikalischen Werke der deutschen Popsängerin Au/Ra und den Veröffentlichungen unter ihrem bürgerlichen Vornamen Jamie Lou. Den Schallplattenauszeichnungen zufolge hat sie bisher mehr als 3,3 Millionen Tonträger verkauft. Ihre erfolgreichste Veröffentlichung ist die Single Panic Room mit über 1,6 Millionen verkauften Einheiten.

## Alben

### EPs
| Jahr | Titel Musiklabel                                                         | Anmerkungen                            |
| ---- | ------------------------------------------------------------------------ | -------------------------------------- |
| 2017 | Outsiders Loudmouth Music • RCA Records (Sony)                           | Erstveröffentlichung: 26. Oktober 2017 |
| 2018 | X Games Loudmouth Music • RCA Records (Sony)                             | Erstveröffentlichung: 19. Oktober 2018 |
| 2021 | Soundtrack to an Existential Crisis Loudmouth Music • RCA Records (Sony) | Erstveröffentlichung: 27. August 2021  |

## Singles

### Als Leadmusikerin
| Jahr | Titel Album                                                                | Höchstplatzierung, Gesamtwochen, AuszeichnungChartplatzierungen (Jahr, Titel, Album, Platzierungen, Wochen, Auszeichnungen, Anmerkungen) | Höchstplatzierung, Gesamtwochen, AuszeichnungChartplatzierungen (Jahr, Titel, Album, Platzierungen, Wochen, Auszeichnungen, Anmerkungen) | Höchstplatzierung, Gesamtwochen, AuszeichnungChartplatzierungen (Jahr, Titel, Album, Platzierungen, Wochen, Auszeichnungen, Anmerkungen) | Höchstplatzierung, Gesamtwochen, AuszeichnungChartplatzierungen (Jahr, Titel, Album, Platzierungen, Wochen, Auszeichnungen, Anmerkungen) | Höchstplatzierung, Gesamtwochen, AuszeichnungChartplatzierungen (Jahr, Titel, Album, Platzierungen, Wochen, Auszeichnungen, Anmerkungen) | Höchstplatzierung, Gesamtwochen, AuszeichnungChartplatzierungen (Jahr, Titel, Album, Platzierungen, Wochen, Auszeichnungen, Anmerkungen) | Anmerkungen                                                                                                 |
| Jahr | Titel Album                                                                | DE | AT | CH | UK | US | Dance | Anmerkungen                                                                                                 |
| ---- | -------------------------------------------------------------------------- | --- | --- | --- | --- | --- | --- | --- |
| 2016 | Concrete Jungle (EN-Version) / Jungla de asfalto (ES-Version) Outsiders EP | — | — | — | — | — | — | Erstveröffentlichung: 10. Oktober 2016 (EN-Version) Erstveröffentlichung: 24. November 2016 (ES-Version)    |
| 2017 | Kicks Outsiders EP                                                         | — | — | — | — | — | — | Erstveröffentlichung: 24. Januar 2017                                                                       |
| 2018 | Outsiders Outsiders EP                                                     | — | — | — | — | — | — | Erstveröffentlichung: 5. Januar 2018                                                                        |
| 2018 | Panic Room X Games EP                                                      | — | — | — | UK30 Platin · (18 Wo.)UK | US— PlatinUS | Dance27 (20 Wo.)Dance | Erstveröffentlichung: 9. Februar 2018 (Solo) Neuauflage: 29. März 2018; mit CamelPhat Verkäufe: + 1.625.000 |
| 2018 | Emoji X Games EP                                                           | — | — | — | — | — | — | Erstveröffentlichung: 24. August 2018                                                                       |
| 2019 | Assassin –                                                                 | — | — | — | — | — | — | Erstveröffentlichung: 19. April 2019                                                                        |
| 2019 | Medicine –                                                                 | — | — | — | — | — | — | Erstveröffentlichung: 4. Juli 2019                                                                          |
| 2019 | Dance in the Dark –                                                        | — | — | — | — | — | — | Erstveröffentlichung: 5. Juli 2019                                                                          |
| 2019 | Stay Happy –                                                               | — | — | — | — | — | — | Erstveröffentlichung: 13. September 2019                                                                    |
| 2019 | Como ser feliz –                                                           | — | — | — | — | — | — | Erstveröffentlichung: 16. Oktober 2019                                                                      |
| 2019 | Ghost Death Stranding: Timefall (O.S.T.)                                   | — | — | — | — | — | Dance33 (5 Wo.)Dance | Erstveröffentlichung: 17. Oktober 2019; mit Alan Walker Neuauflage: 22. November 2019 (Solo)                |
| 2020 | Ideas –                                                                    | — | — | — | — | — | — | Erstveröffentlichung: 10. April 2020                                                                        |
| 2020 | Moon River –                                                               | — | — | — | — | — | — | Erstveröffentlichung: 27. November 2020 Original: Henry Mancini & His Orchestra                             |
| 2021 | Dead Girl! (Shake My Hand) Soundtrack to an Existential Crisis             | — | — | — | — | — | Dance42 (1 Wo.)Dance | Erstveröffentlichung: 19. Februar 2021 (Solo) Neuauflage: 2. April 2021; feat. Alan Walker                  |
| 2021 | Bite Marks Soundtrack to an Existential Crisis                             | — | — | — | — | — | — | Erstveröffentlichung: 14. Mai 2021                                                                          |
| 2021 | Screw Feelings Soundtrack to an Existential Crisis                         | — | — | — | — | — | — | Erstveröffentlichung: 30. Juli 2021                                                                         |
| 2021 | Golden Hour –                                                              | — | — | — | — | — | — | Erstveröffentlichung: 17. September 2021 mit York                                                           |
| 2021 | Frozen Halos –                                                             | — | — | — | — | — | — | Erstveröffentlichung: 1. Dezember 2021                                                                      |
| 2022 | Plz Don’t Waste My Youth –                                                 | — | — | — | — | — | — | Erstveröffentlichung: 21. Januar 2022                                                                       |

### Als Gastmusikerin
| Jahr | Titel Album                            | Höchstplatzierung, Gesamtwochen, AuszeichnungChartplatzierungen (Jahr, Titel, Album, Platzierungen, Wochen, Auszeichnungen, Anmerkungen) | Höchstplatzierung, Gesamtwochen, AuszeichnungChartplatzierungen (Jahr, Titel, Album, Platzierungen, Wochen, Auszeichnungen, Anmerkungen) | Höchstplatzierung, Gesamtwochen, AuszeichnungChartplatzierungen (Jahr, Titel, Album, Platzierungen, Wochen, Auszeichnungen, Anmerkungen) | Höchstplatzierung, Gesamtwochen, AuszeichnungChartplatzierungen (Jahr, Titel, Album, Platzierungen, Wochen, Auszeichnungen, Anmerkungen) | Höchstplatzierung, Gesamtwochen, AuszeichnungChartplatzierungen (Jahr, Titel, Album, Platzierungen, Wochen, Auszeichnungen, Anmerkungen) | Höchstplatzierung, Gesamtwochen, AuszeichnungChartplatzierungen (Jahr, Titel, Album, Platzierungen, Wochen, Auszeichnungen, Anmerkungen) | Anmerkungen                                                                                        |
| Jahr | Titel Album                            | DE | AT | CH | UK | US | Dance | Anmerkungen                                                                                        |
| ---- | -------------------------------------- | --- | --- | --- | --- | --- | --- | -------------------------------------------------------------------------------------------------- |
| 2018 | Darkside Different World               | DE97 (1 Wo.)DE | AT63 Gold · (2 Wo.)AT | CH39 Gold · (20 Wo.)CH | UK— SilberUK | US— GoldUS | Dance9 (26 Wo.)Dance | Erstveröffentlichung: 27. Juli 2018 Verkäufe: + 1.110.000; Alan Walker feat. Au/Ra & Tomine Harket |
| 2020 | Broken Lost at Midnight                | — | — | — | — | — | — | Erstveröffentlichung: 4. März 2020 OTR feat. Au/Ra                                                 |
| 2020 | Feel Again Things I Wanted to Tell You | — | — | — | — | — | — | Erstveröffentlichung: 24. April 2020 Kina feat. Au/Ra                                              |
| 2020 | Drown A World Away                     | — | — | — | — | — | — | Erstveröffentlichung: 31. Juli 2020 Ekali feat. Au/Ra                                              |
| 2020 | I Miss U –                             | DE88 (1 Wo.)DE | — | — | UK25 Gold · (17 Wo.)UK | — | Dance13 (20 Wo.)Dance | Erstveröffentlichung: 9. Oktober 2020 Verkäufe: + 535.000; Jax Jones feat. Au/Ra                   |
| 2022 | Side Effect –                          | — | — | — | — | — | — | Erstveröffentlichung: 4. Februar 2022 Verkäufe: + 80.000; Alok feat. Au/Ra                         |
| 2022 | Nice to Meet Me –                      | — | — | — | — | — | — | Erstveröffentlichung: 8. April 2022 Rxseboy feat. Au/Ra                                            |
| 2022 | Last Cigarette Nocturnal               | — | — | — | — | — | — | Erstveröffentlichung: 6. Mai 2022 Mothica feat. Au/Ra                                              |
| 2022 | Somebody Like U Walkerverse Pt. I & II | — | — | — | — | — | Dance46 (1 Wo.)Dance | Erstveröffentlichung: 17. Juni 2022 Alan Walker feat. Au/Ra                                        |
| 2022 | Worlds on Fire –                       | — | — | — | — | — | Dance44 (1 Wo.)Dance | Erstveröffentlichung: 15. Juli 2022 Afrojack & R3hab feat. Au/Ra                                   |
| 2023 | Highs and Lows –                       | — | — | — | — | — | — | Erstveröffentlichung: 3. März 2023 atb feat. Au/Ra & York                                          |

## Musikvideos
| Jahr | Titel                      | Regie                   |
| ---- | -------------------------- | ----------------------- |
| 2017 | Outsiders                  | Jo Roy                  |
| 2018 | Panic Room                 | Granz Henman            |
| 2018 | Darkside                   | Kristian Berg           |
| 2018 | Emoji                      | Sophia Ray              |
| 2019 | Assassin                   | Jeen Na                 |
| 2019 | Medicine                   | Theo Davies             |
| 2019 | Dance in the Dark          | Mathy & Fran            |
| 2019 | Stay Happy                 | Samuel Douek            |
| 2019 | Ghost                      | Sherif Alabede          |
| 2020 | Ideas                      | Samuel Douek            |
| 2020 | Feel Again                 | Symone Ridgell          |
| 2020 | I Miss U                   | Santi & Pablo           |
| 2021 | Dead Girl! (Shake My Hand) | Elliott Gonzo           |
| 2021 | Bite Marks                 |                         |
| 2021 | Screw Feelings             | Erin Elders             |
| 2022 | Plz Don’t Waste My Youth   |                         |
| 2022 | Side Effect                | Alexey Figurov          |
| 2022 | Last Cigarette             | Samuel Halleen, Mothica |
| 2022 | Somebody Like U            | Kristian Berg           |

## Promoveröffentlichungen
| Jahr | Titel Album  | Anmerkungen                            |
| ---- | ------------ | -------------------------------------- |
| 2018 | Dreamscape – | Erstveröffentlichung: 13. März 2018    |
| 2018 | Space –      | Erstveröffentlichung: 26. Juni 2018    |
| 2018 | Dreams –     | Erstveröffentlichung: 25. Oktober 2018 |

## Sonderveröffentlichungen
| Jahr | Titel Album                            | Anmerkungen                                                                                 |
| ---- | -------------------------------------- | ------------------------------------------------------------------------------------------- |
| 2016 | Seaborne Traveller                     | Erstveröffentlichung: 8. Juli 2016 York feat. Jamie Lou                                     |
| 2018 | Darkside Different World               | Erstveröffentlichung: 14. Dezember 2018 Alan Walker feat. Au/Ra & Tomine Harket             |
| 2019 | Alright Chilled Classics               | Erstveröffentlichung: 29. November 2019 Pete Tong & HER-O feat. Au/Ra; Original: Red Carpet |
| 2020 | Drown A World Away                     | Erstveröffentlichung: 24. Januar 2020 Ekali feat. Au/Ra                                     |
| 2020 | Broken Lost at Midnight                | Erstveröffentlichung: 22. April 2020 OTR feat. Au/Ra                                        |
| 2020 | Feel Again Things I Wanted to Tell You | Erstveröffentlichung: 24. April 2020 Kina feat. Au/Ra                                       |
| 2021 | Wish It Was Me Hellraisers, Part 1     | Erstveröffentlichung: 7. Mai 2021 Cheat Codes feat. Au/Ra                                   |
| 2021 | Sail Away Forever                      | Erstveröffentlichung: 5. November 2021 Don Diablo feat. Au/Ra                               |
| 2022 | Panic Room Dark Matter                 | Erstveröffentlichung: 25. Februar 2022 CamelPhat & Au/Ra                                    |
| 2022 | Last Cigarette Nocturnal               | Erstveröffentlichung: 1. Juli 2022 Mothica feat. Au/Ra                                      |
| 2022 | Somebody Like U Walkerverse Pt. I & II | Erstveröffentlichung: 25. November 2022 Alan Walker feat. Au/Ra                             |

| Jahr | Titel Soundtrack zu    | Anmerkungen                                            |
| ---- | ---------------------- | ------------------------------------------------------ |
| 2019 | Broken Death Stranding | Erstveröffentlichung: 7. November 2019 mit Alan Walker |

## Statistik

### Chartauswertung
|                       | DE    | AT    | CH    | UK    | US    | Dance       |
| --------------------- | ----- | ----- | ----- | ----- | ----- | ----------- |
| Nummer-eins-Singles   | DE—DE | AT—AT | CH—CH | UK—UK | US—US | Dance—Dance |
| Top-10-Singles        | DE—DE | AT—AT | CH—CH | UK—UK | US—US | Dance1Dance |
| Singles in den Charts | DE2DE | AT1AT | CH1CH | UK2UK | US—US | Dance7Dance |

### Auszeichnungen für Musikverkäufe
| Goldene Schallplatte - Dänemark - 2022: für die Single Darkside - Mexiko - 2019: für die Single Darkside - Polen - 2021: für die Single I Miss U - 2022: für die Single Panic Room - Spanien - 2024: für die Single Darkside Platin-Schallplatte - Australien - 2022: für die Single I Miss U - Brasilien - 2022: für die Single Side Effect - 2024: für die Single I Miss U - Kanada - 2020: für die Single Darkside | 2× Platin-Schallplatte - Polen - 2020: für die Single Darkside - Schweden - 2021: für die Single Darkside |

Anmerkung: Auszeichnungen in Ländern aus den Charttabellen bzw. Chartboxen sind in ebendiesen zu finden.
| Land/RegionAuszeichnungen für Musikverkäufe (Land/Region, Auszeichnungen, Verkäufe, Quellen) | Silber  | Gold     | Platin       | Verkäufe  | Quellen              |
| -------------------------------------------------------------------------------------------- | ------- | -------- | ------------ | --------- | -------------------- |
| Australien (ARIA)                                                                            | —       | —        | Platin1      | 70.000    | aria.com.au          |
| Brasilien (PMB)                                                                              | —       | —        | 2× Platin2   | 120.000   | pro-musicabr.org.br  |
| Dänemark (IFPI)                                                                              | —       | Gold1    | —            | 45.000    | ifpi.dk              |
| Kanada (MC)                                                                                  | —       | —        | Platin1      | 80.000    | musiccanada.com      |
| Mexiko (AMPROFON)                                                                            | —       | Gold1    | —            | 30.000    | amprofon.com.mx      |
| Österreich (IFPI)                                                                            | —       | Gold1    | —            | 15.000    | ifpi.at              |
| Polen (ZPAV)                                                                                 | —       | 2× Gold2 | 2× Platin2   | 90.000    | olis.pl              |
| Schweden (IFPI)                                                                              | —       | —        | 2× Platin2   | 160.000   | sverigetopplistan.se |
| Schweiz (IFPI)                                                                               | —       | Gold1    | —            | 10.000    | hitparade.ch         |
| Spanien (Promusicae)                                                                         | —       | Gold1    | —            | 30.000    | elportaldemusica.es  |
| Vereinigte Staaten (RIAA)                                                                    | —       | Gold1    | Platin1      | 1.500.000 | riaa.com             |
| Vereinigtes Königreich (BPI)                                                                 | Silber1 | Gold1    | Platin1      | 1.200.000 | bpi.co.uk            |
| Insgesamt                                                                                    | Silber1 | 9× Gold9 | 10× Platin10 |           |                      |